# Caloria (Rebsorte)
Caloria ist eine Rotweinsorte, die in der italienischen Region Toskana kultiviert wird. Obwohl ihr Anbau in der Provinz Massa-Carrara empfohlen wird, lag die bestockte Rebfläche in den 1990er Jahren bei geringen 10 Hektar. 
Die Rebsorte wurde erstmals von den Ampelographen Nino Breviglieri und Enrico Casini beschrieben.

## Synonyme
Zur Rebsorte Caloria sind keine alternativen Bezeichnungen bekannt.

## Ampelographische Sortenmerkmale
In der Ampelographie wird der Habitus folgendermaßen beschrieben:
- Die Triebspitze ist offen. Sie ist weißwollig behaart und die Spitzen sind karminrot gefärbt. Die rötlich-grünen Jungblätter sind nur spinnwebig behaart.
- Die kleinen, welligen Blätter sind nicht gelappt oder manchmal dreilappig. Die Stielbucht ist U -förmig offen. Das Blatt ist stumpf gezahnt. Die Zähne sind im Vergleich der Rebsorten mittelgroß. Die Blattoberfläche (auch Spreite genannt) ist blasig derb.
- Die konus- bis walzenförmige Traube ist mittelgroß und dichtbeerig. Die rundlichen Beeren sind mittelgroß und von rötlich-blauer Farbe. Die Beerenschale ist knackig fest.

Die Rebsorte reift ca. 30 Tage nach dem Gutedel und gilt somit im internationalen Vergleich als spät reifend.
Die Erträge der Sorte sind konstant aber schwach und erklären die geringe Bedeutung. Caloria ist eine Varietät der Edlen Weinrebe (Vitis vinifera). Sie besitzt zwittrige Blüten und ist somit selbstfruchtend. Beim Weinbau wird der ökonomische Nachteil vermieden, keinen Ertrag liefernde, männliche Pflanzen anbauen zu müssen.